# Obersteinbach
Obersteinbach est une commune française située dans la circonscription administrative du Bas-Rhin et, depuis le 1er janvier 2021, dans le territoire de la Collectivité européenne d'Alsace, en région Grand Est.

## Géographie

### Localisation
Obersteinbach est une commune rurale située dans  la région historique et culturelle d'Alsace, limitrophe de l'Allemagne, et à 9 km de Dambach, 10 km de Lembach, 24 km de Durrenbach, et à 66 km de Strasbourg.

La commune fait partie du parc naturel régional des Vosges du Nord. Elle se trouve à l'intersection des sentiers de grande randonnée GR 53 et GR 532.

### Communes limitrophes
Les communes limitrophes sont Sturzelbronn, Dambach, Lembach et Niedersteinbach.
Elle est également limitrophe des collectivités allemandes de Fischbach bei Dahn et de Ludwigswinkel.

### Géologie et relief
La commune se compose de 40,90 hectares de territoires artificialisés (4,49 %), 108,11 hectares de territoires agricoles (11,87 %) et 762,23 hectares de forêts et milieux semi-naturels (83,67 %).
Espaces naturels :
- Neuf espaces protégés hors Natura 2000,
- Deux espaces protégés Natura 2000 : La Sauer et ses affluents[5],[6]
- Deux zones naturelles d'intérêt écologique, faunistique et floristique (Znieff) :

Vallées de la Sauer et de ses affluents,
Forêt de Dietrich à Dambach et Obersteinbach.
Obersteinbach  est située dans le Massif des Vosges.
Cols de Goetzenberg et de Langthal.
Plusieurs formations gréseuses remarquables et d'intérêt, valant le coup d'être vues et visitées, comme Steinberg, Steinbacher Wintersberg (Koetzfelsen), Bayerischer Windstein, Arnsbergfels, Wolfsfels, Gabelfels, Wittschloessel, Schweinsfels, Wachtfels, Zigeunerfels, Almenfels, etc.
Hydrogéologie et climatologie : Système d’information pour la gestion de l’Aquifère rhénan, par le BRGM :
Territoire communal : Occupation du sol (Corinne Land Cover); Cours d'eau (BD Carthage),
Géologie : Carte géologique; Coupes géologiques et techniques,
 Hydrogéologie : Masses d'eau souterraine; BD Lisa; Cartes piézométriques.

### Hydrographie et les eaux souterraines
Hydrogéologie et climatologie : Système d’information pour la gestion des eaux souterraines du bassin Rhin-Meuse :
Territoire communal : Occupation du sol (Corinne Land Cover); Cours d'eau (BD Carthage),
Géologie : Carte géologique; Coupes géologiques et techniques,
 Hydrogéologie : Masses d'eau souterraine; BD Lisa; Cartes piézométriques.

#### Réseau hydrographique
La commune est dans le bassin versant du Rhin au sein du bassin Rhin-Meuse. Elle est drainée par le ruisseau le Steinbach, le ruisseau le Langenbach et le ruisseau le Neudoerforbach,,.

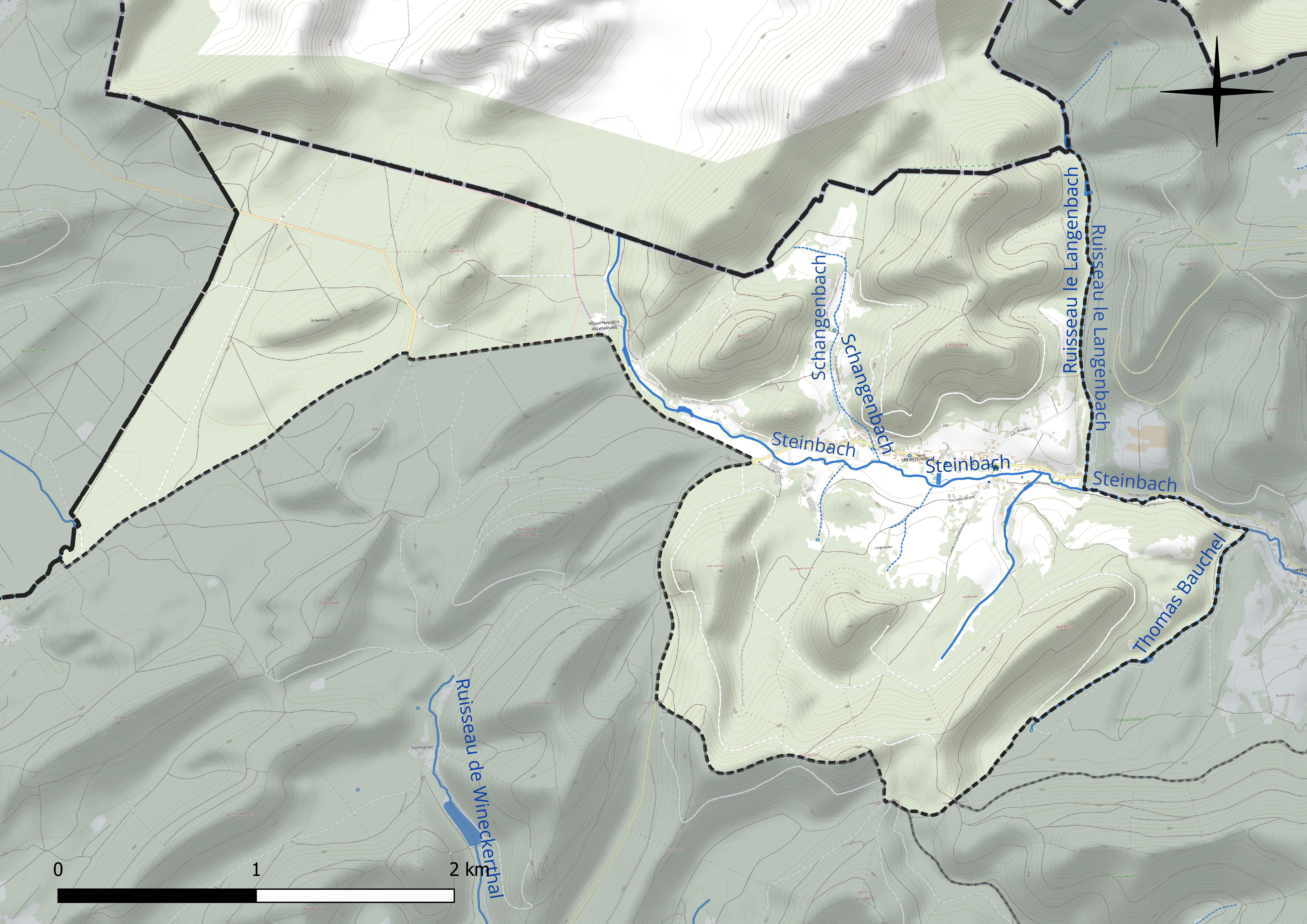
Réseau hydrographique d'Obersteinbach.

#### Gestion et qualité des eaux
Le territoire communal est couvert par le schéma d'aménagement et de gestion des eaux (SAGE) « Moder ». Ce document de planification concerne le bassin versant de la Moder dont le territoire s'étend sur 1 720 km2. Le périmètre a été arrêté le 25 janvier 2006. La commission locale de l'eau a été créée le 12 juillet 2007, puis modifiée le 14 décembre 2021. La structure porteuse de l'élaboration et de la mise en œuvre est le Syndicat des eaux et de l’assainissement Alsace-Moselle (SDEA).
La qualité des cours d’eau peut être consultée sur un site dédié géré par les agences de l’eau et l’Agence française pour la biodiversité.

### Climat
Pour des articles plus généraux, voir Climat du Grand Est et Climat du Bas-Rhin.
En 2010, le climat de la commune est de type climat des marges montargnardes, selon une étude du Centre national de la recherche scientifique s'appuyant sur une série de données couvrant la période 1971-2000. En 2020, Météo-France publie une typologie des climats de la France métropolitaine dans laquelle la commune est exposée à un climat semi-continental et est dans la région climatique Vosges, caractérisée par une pluviométrie très élevée (1 500 à 2 000 mm/an) en toutes saisons et un hiver rude (moins de 1 °C).
Pour la période 1971-2000, la température annuelle moyenne est de 9,9 °C, avec une amplitude thermique annuelle de 17,3 °C. Le cumul annuel moyen de précipitations est de 912 mm, avec 10,9 jours de précipitations en janvier et 10,4 jours en juillet. Pour la période 1991-2020, la température moyenne annuelle observée sur la station météorologique de Météo-France la plus proche, « Preuschdorf », sur la commune de Preuschdorf à 13 km à vol d'oiseau, est de 11,3 °C et le cumul annuel moyen de précipitations est de 834,2 mm. 
La température maximale relevée sur cette station est de 39,8 °C, atteinte le 4 juillet 2015 ; la température minimale est de −19,9 °C, atteinte le 8 janvier 1985,,.
Les paramètres climatiques de la commune ont été estimés pour le milieu du siècle (2041-2070) selon différents scénarios d'émission de gaz à effet de serre à partir des nouvelles projections climatiques de référence DRIAS-2020. Ils sont consultables sur un site dédié publié par Météo-France en novembre 2022.

## Urbanisme

### Typologie
Au 1er janvier 2024, Obersteinbach est catégorisée commune rurale à habitat dispersé, selon la nouvelle grille communale de densité à sept niveaux définie par l'Insee en 2022.
Elle est située hors unité urbaine et hors attraction des villes,.

### Occupation des sols
L'occupation des sols de la commune, telle qu'elle ressort de la base de données européenne d’occupation biophysique des sols Corine Land Cover (CLC), est marquée par l'importance des forêts et milieux semi-naturels (83,7 % en 2018), une proportion identique à celle de 1990 (83,7 %). La répartition détaillée en 2018 est la suivante : forêts (83,7 %), prairies (11,9 %), zones urbanisées (4,4 %). L'évolution de l’occupation des sols de la commune et de ses infrastructures peut être observée sur les différentes représentations cartographiques du territoire : la carte de Cassini (XVIIIe siècle), la carte d'état-major (1820-1866) et les cartes ou photos aériennes de l'IGN pour la période actuelle (1950 à aujourd'hui).

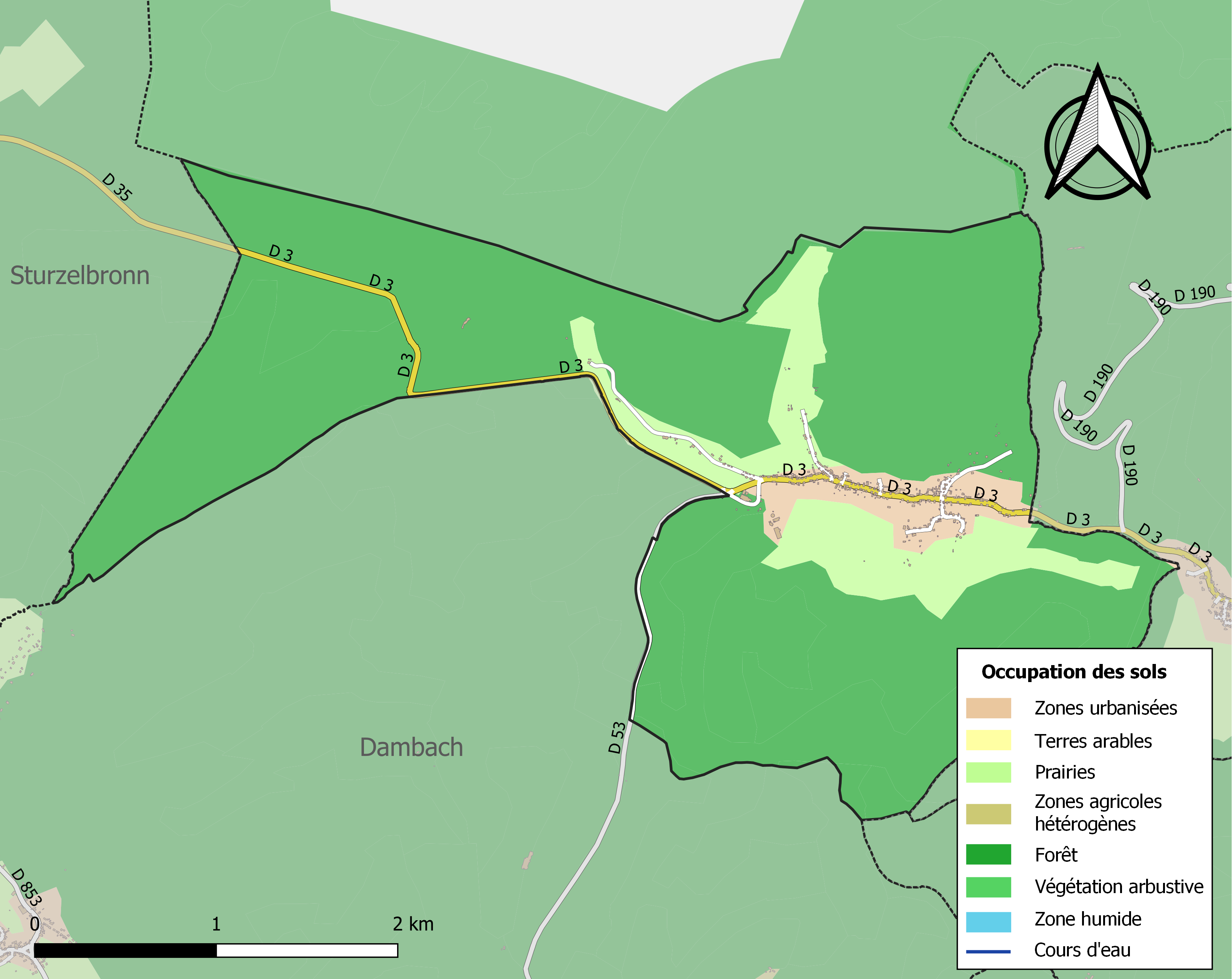
Carte des infrastructures et de l'occupation des sols de la commune en 2018 (CLC).

### Morphologie urbaine
La route venant de Bitche (D 35) traverse la forêt en longeant la frontière franco-allemande. On arrive à Obersteinbach qui est un village du type « village-rue » étalé en longueur le long de la route avec ses maisons à colombages.

### Habitat et logement
En 2018, le nombre total de logements dans la commune était de 172, alors qu'il était de 160 en 2013 et de 176 en 2008.
Parmi ces logements, 61,1 % étaient des résidences principales, 34,1 % des résidences secondaires et 4,8 % des logements vacants. Ces logements étaient pour 95,8 % d'entre eux des maisons individuelles et pour 4,2 % des appartements.
Le tableau ci-dessous présente la typologie des logements à Obersteinbach en 2018 en comparaison avec celle du Bas-Rhin et de la France entière. Une caractéristique marquante du parc de logements est ainsi une proportion de résidences secondaires et logements occasionnels (34,1 %), très  supérieure à celle du département (3,1 %) et à celle de la France entière (9,7 %). Concernant le statut d'occupation de ces logements, 89,2 % des habitants de la commune sont propriétaires de leur logement (86,5 % en 2013), contre 56,3 % pour le Bas-Rhin et 57,5 % pour la France entière.
| Typologie                                               | Obersteinbach | Bas-Rhin | France entière |
| ------------------------------------------------------- | ------------- | -------- | -------------- |
| Résidences principales (en %)                           | 61,1          | 89       | 82,1           |
| Résidences secondaires et logements occasionnels (en %) | 34,1          | 3,1      | 9,7            |
| Logements vacants (en %)                                | 4,8           | 7,8      | 8,2            |

### Voies de communications et transports

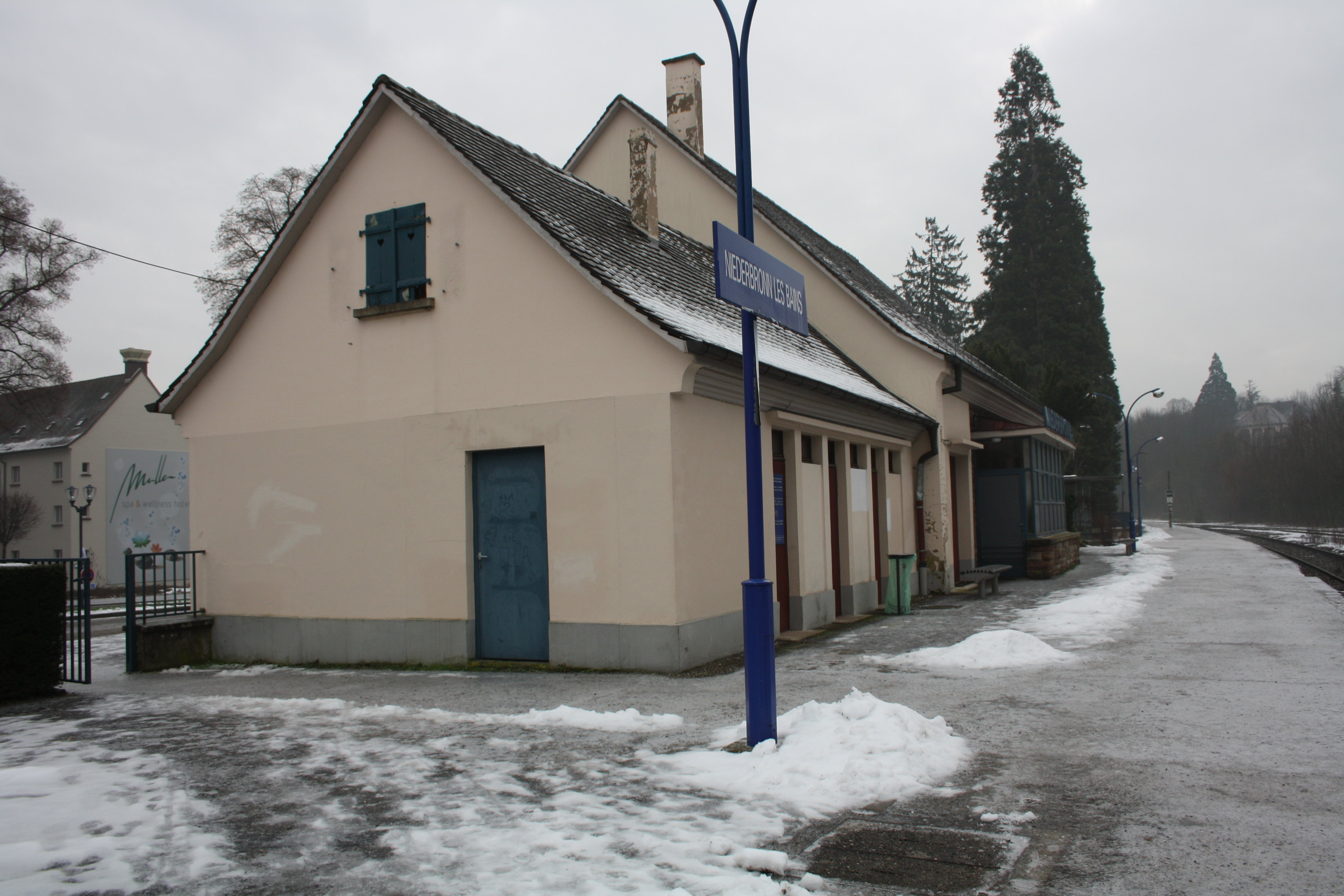
Gare de Niederbronn-les-Bains.

#### Voies de communications
- RD 53 depuis Dambach.
- RD 3 depuis Niedersteinbach.

#### Transports en commun
- Gare de Niederbronn-les-Bains, desservie par des trains TER Grand Est de la relation Strasbourg-Ville - Niederbronn (ligne 05).

### Risques naturels et technologiques
Commune située dans une zone de sismicité modérée.

## Toponymie
- Schleithal, pour Obersteinbach[26].

## Histoire

### Temps modernes
En 1594, Obersteinbach est le siège de sa propre prévôté et mairie au sein du comté de Deux-Ponts-Bitche (Zweibrücken-Bitsch).
En 1606, un accord entre le duc de Lorraine et le comte de Hanau-Lichtenberg au sujet du partage des terres de l'ancien comté de Deux-Ponts-Bitche, fait passer le bailliage de Lemberg (Palatinat), et avec lui Obersteinbach, au comté de Hanau-Lichtenberg. Le comté de Bitche quant à lui, est attribué au duché de Lorraine.

### Révolution française et Empire
En 1793, Obersteinbach fait partie des treize communes de l'ancien comté de Hanau-Lichtenberg à être rattachées au district de Bitche, et donc au département de la Moselle. Elle intègre successivement le canton de Breidenbach (1793-1802) puis le canton de Bitche (1802-1815).
La commune est ensuite rattachée au royaume de Bavière en 1815. À la suite d'une rectification de frontière, Obersteinbach redevient française en 1825, et est intégrée au département du Bas-Rhin. En 1825, elle repasse dans le département de la Moselle puis elle est à nouveau transférée au Bas-Rhin en 1833. Même si elle se trouve à à-peu-près égale distance de Bitche (chef-lieu du canton dont elle dépendait) et de Wissembourg, la commune avait apparemment toutes ses relations avec le Bas-Rhin, puisqu'elle est située sur le versant oriental des Vosges du Nord et qu'elle n'était reliée à Bitche que par un chemin qui « offrait de grandes difficultés ».

### L'école de peinture pour jeunes femmes deFrantz Hein
Le professeur Frantz Hein créa dans le village une école de peinture pour femmes. Le circuit de 13 emplacements de panneaux numérotés et fléchés autour du village retrace les réalisations d'un groupe de peintres de Grötzingen près de Karlsruhe et de la naissance d'une "Colonie d'artistes à Obersteinbach".

## Politique et administration

### Rattachements administratifs et électoraux

#### Rattachements administratifs
La commune se trouve dans l'arrondissement de Wissembourg du département du Bas-Rhin.
Elle faisait partie de 1801 à 1833 du canton de Bitche, et depuis cette date du canton de Wissembourg. Dans le cadre du redécoupage cantonal de 2014 en France, cette circonscription administrative territoriale a disparu, et le canton n'est plus qu'une circonscription électorale.

#### Rattachements électoraux
Pour l'élection des membres de l'assemblée délibérante de la collectivité européenne d'Alsace, la commune fait partie depuis 2014 du canton de Reichshoffen
Pour l'élection des députés, elle fait partie de la huitième circonscription du Bas-Rhin.

### Intercommunalité
Obersteinbach est membre de la communauté de communes Sauer-Pechelbronn, un établissement public de coopération intercommunale (EPCI) à fiscalité propre créé en 2008 et auquel la commune a transféré un certain nombre de ses compétences, dans les conditions déterminées par le code général des collectivités territoriales.

### Liste des maires
| Période                                  | Période                        | Identité           | Étiquette | Qualité                |
| ---------------------------------------- | ------------------------------ | ------------------ | --------- | ---------------------- |
| Les données manquantes sont à compléter. |                                |                    |           |                        |
|                                          |                                |                    |           |                        |
| 1983                                     | 2008                           | Dominique Wittmer, |           |                        |
| mars 2008                                | 2014                           | Willy Meyer        |           |                        |
| 2014                                     | juillet 2022                   | Gérard Nicastro    |           | Démissionnaire         |
| août 2022                                | En cours (au 16 décembre 2022) | Céline Sturm       |           | Professeure des écoles |

### Finances communales

#### Budget et fiscalité 2023

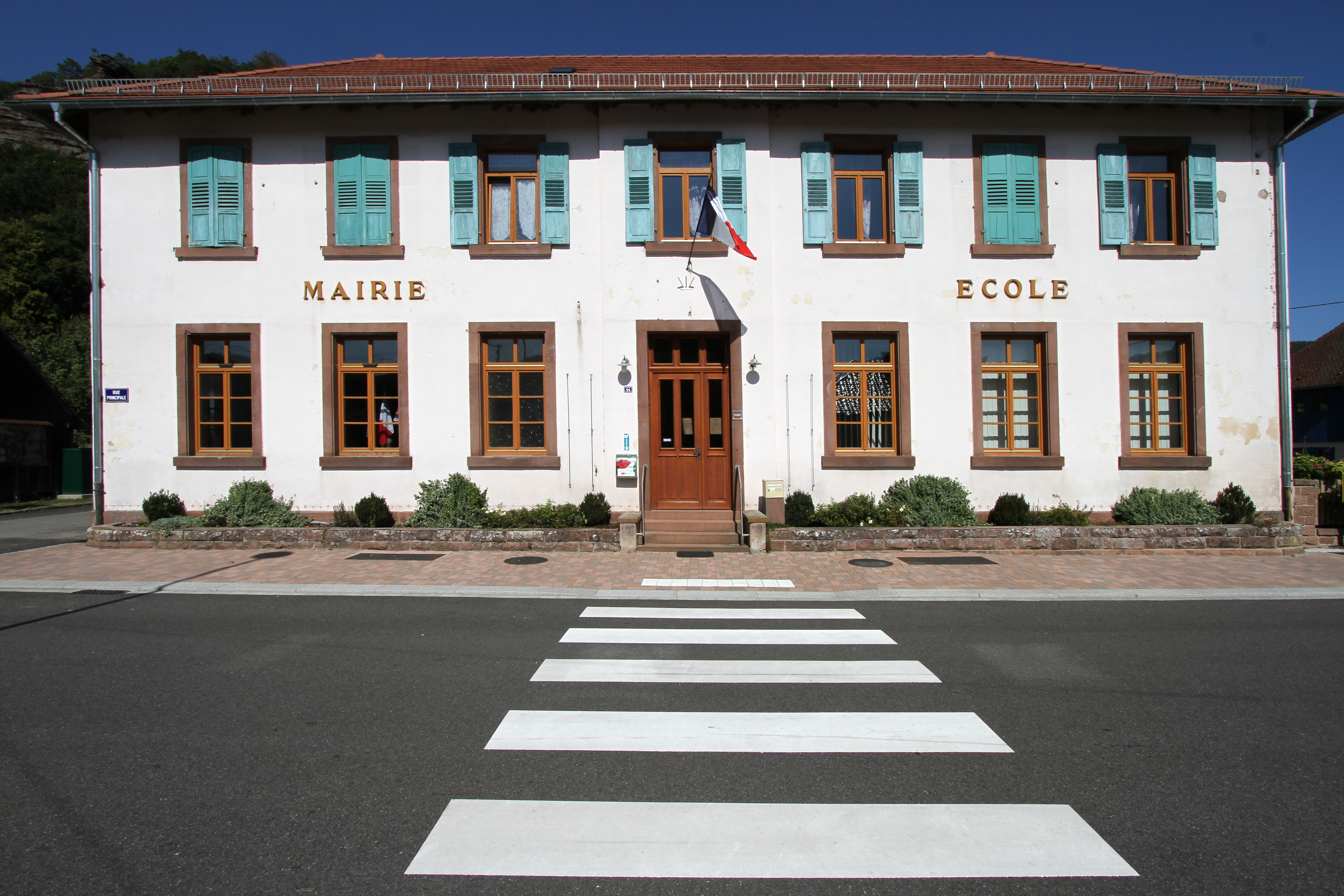
Mairie-école.

En 2023, le budget de la commune était constitué ainsi :
- total des produits de fonctionnement : 305 000 €, soit 1 297 € par habitant ;
- total des charges de fonctionnement : 187 000 €, soit 798 € par habitant ;
- total des ressources d'investissement : 70 000 €, soit 299 € par habitant ;
- total des emplois d'investissement : 38 000 €, soit 161 € par habitant ;
- endettement : 171 000 €, soit 730 € par habitant.

Avec les taux de fiscalité suivants :
- taxe d'habitation : 11,92 % ;
- taxe foncière sur les propriétés bâties : 24,323 % ;
- taxe foncière sur les propriétés non bâties : 71,63 % ;
- taxe additionnelle à la taxe foncière sur les propriétés non bâties : 0 % ;
- cotisation foncière des entreprises : 0 %.

Chiffres clés revenus et pauvreté des ménages en 2021 : médiane en 2021 du revenu disponible, par unité de consommation : 23 380 €.

## Équipements et services publics

### Enseignement
Établissements d'enseignements :
- Écoles maternelles et primaires à Dambach, Langensoultzbach, Lembach, Niederbronn-les-Bains, Philippsbourg,
- Collèges à  Bitche, Niederbronn-les-Bains, Reichshoffen, Wœrth,
- Éguelshardt, Bitche, Walbourg.

### Santé
Professionnels et établissements de santé :
- Médecins à Lembach, Niederbronn-les-Bains,
- Pharmacies à Lembach, Niederbronn-les-Bains,
- Hôpitaux à Niederbronn-les-Bains, Goersdorf.

## Population et société

### Démographie
L'évolution du nombre d'habitants est connue à travers les recensements de la population effectués dans la commune depuis 1793. Pour les communes de moins de 10 000 habitants, une enquête de recensement portant sur toute la population est réalisée tous les cinq ans, les populations de référence des années intermédiaires étant quant à elles estimées par interpolation ou extrapolation. Pour la commune, le premier recensement exhaustif entrant dans le cadre du nouveau dispositif a été réalisé en 2006.

En 2022, la commune comptait 234 habitants, en évolution de +4,46 % par rapport à 2016 (Bas-Rhin : +3,17 %, France hors Mayotte : +2,11 %).
| 1793 | 1800 | 1806 | 1831 | 1836 | 1841 | 1846 | 1851 | 1856 |
| ---- | ---- | ---- | ---- | ---- | ---- | ---- | ---- | ---- |
| 370  | 409  | 407  | 617  | 617  | 590  | 591  | 639  | 610  |

| 1861 | 1866 | 1871 | 1875 | 1880 | 1885 | 1890 | 1895 | 1900 |
| ---- | ---- | ---- | ---- | ---- | ---- | ---- | ---- | ---- |
| 661  | 693  | 632  | 631  | 650  | 588  | 563  | 561  | 501  |

| 1905 | 1910 | 1921 | 1926 | 1931 | 1936 | 1946 | 1954 | 1962 |
| ---- | ---- | ---- | ---- | ---- | ---- | ---- | ---- | ---- |
| 438  | 392  | 401  | 387  | 386  | 353  | 334  | 322  | 267  |

| 1968 | 1975 | 1982 | 1990 | 1999 | 2006 | 2011 | 2016 | 2021 |
| ---- | ---- | ---- | ---- | ---- | ---- | ---- | ---- | ---- |
| 230  | 189  | 197  | 199  | 184  | 225  | 242  | 224  | 233  |

| 2022 | - | - | - | - | - | - | - | - |
| ---- | - | - | - | - | - | - | - | - |
| 234  | - | - | - | - | - | - | - | - |

### Cultes
- Culte catholique, paroisse Saint-Martin[48], diocèse de Strasbourg.
- Culte protestant[49].

## Économie

### Entreprises et commerces

#### Agriculture

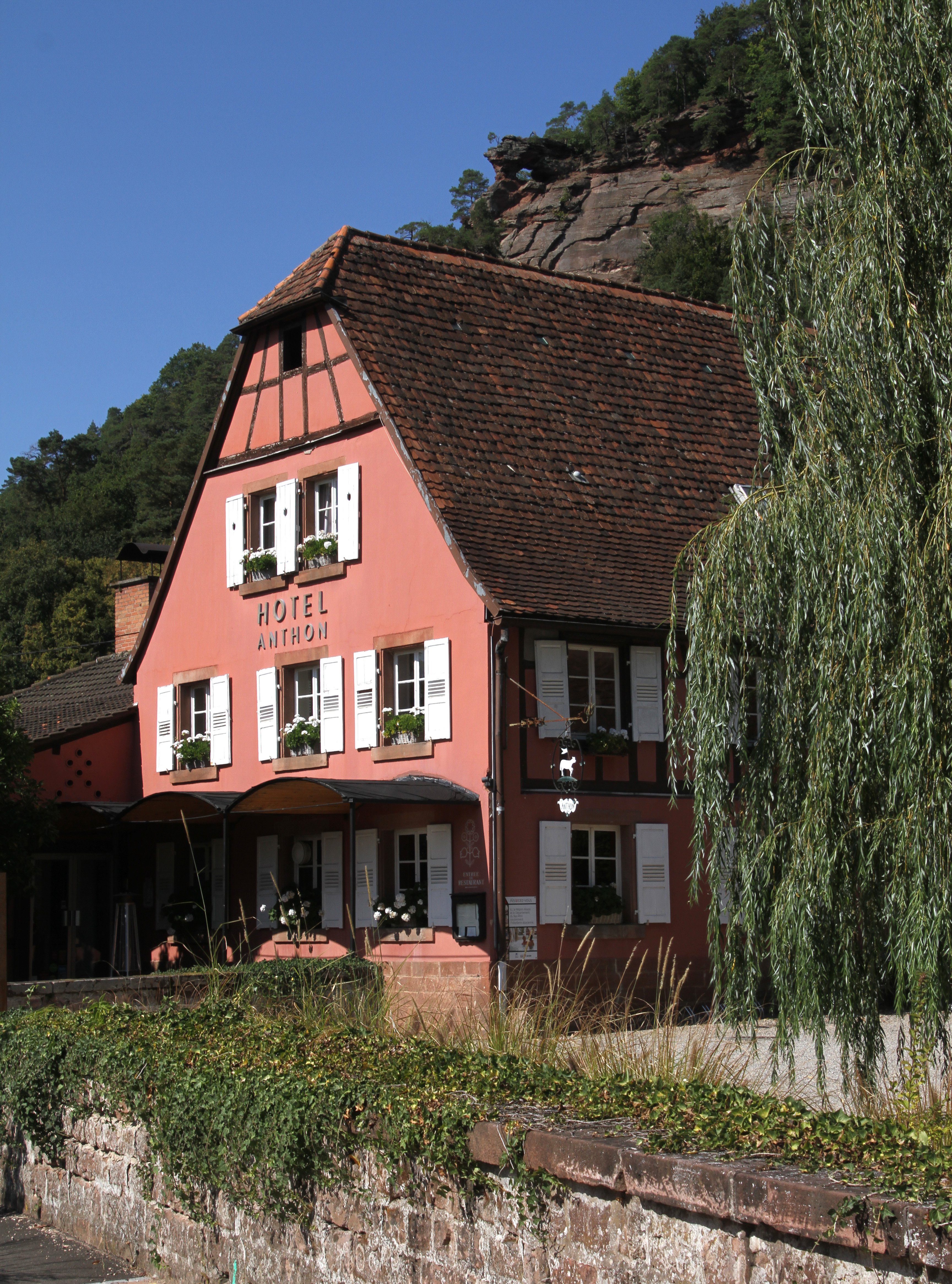
Hôtel Anthon.

- Élevage d'ovins et de caprins.
- Chèvrerie et location de chalets[50].

#### Tourisme
- Hôtel-restaurant,
- Gîtes ruraux[51],
- Chambres d'hôtes.
- Sentier de grande randonnée 53[52] : GR 53 La Traversée du Massif des Vosges. Itinéraire De Wissembourg à Niederbronn-les-Bains : château du Wasigenstein, altitude 340 m.

#### Commerces
- Commerces et services de proximité à Haguenau[53].

## Culture locale et patrimoine

### Lieux et monuments
Patrimoine religieux :

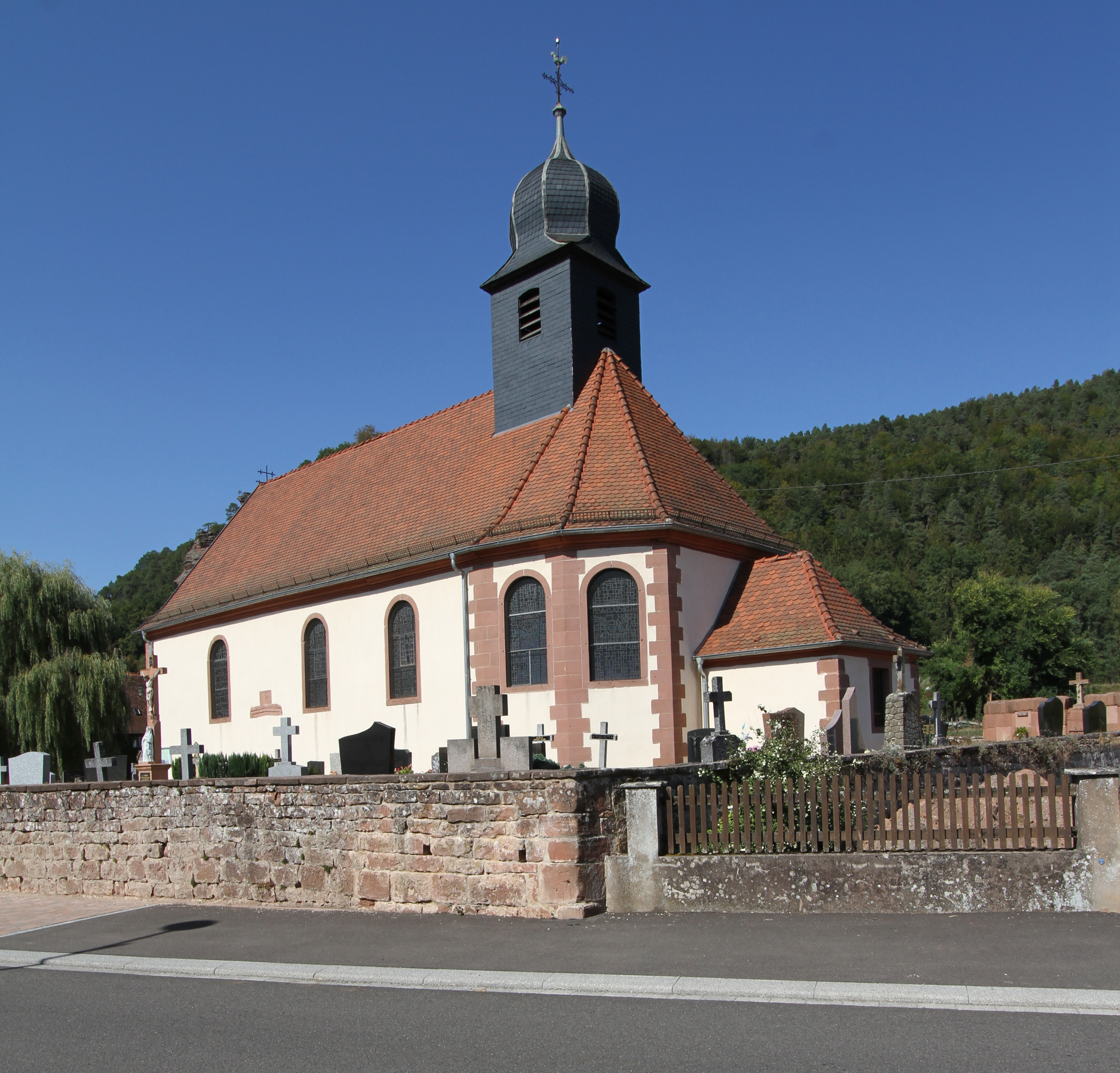
Église Saint-Martin.
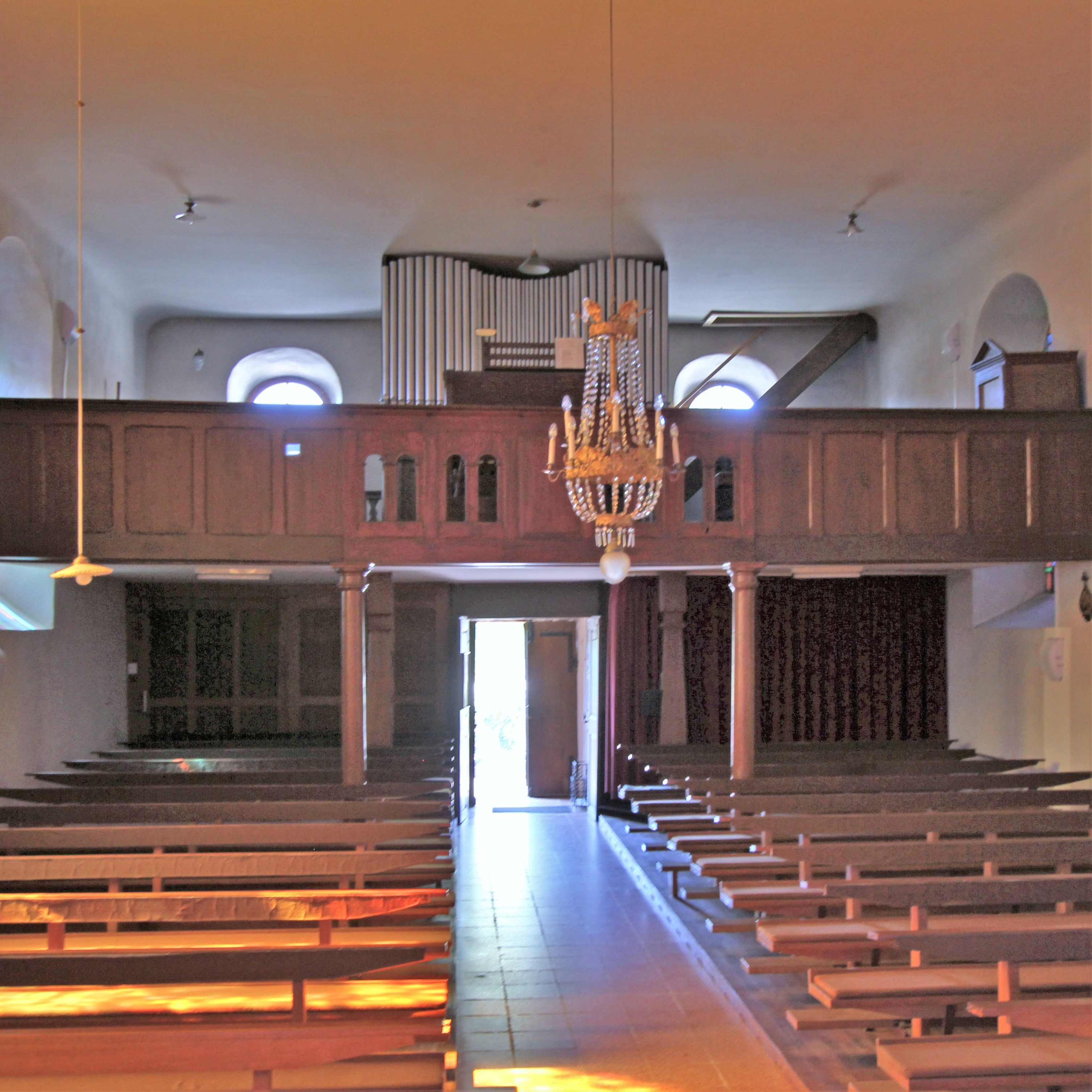
Intérieur église Saint-Martin.
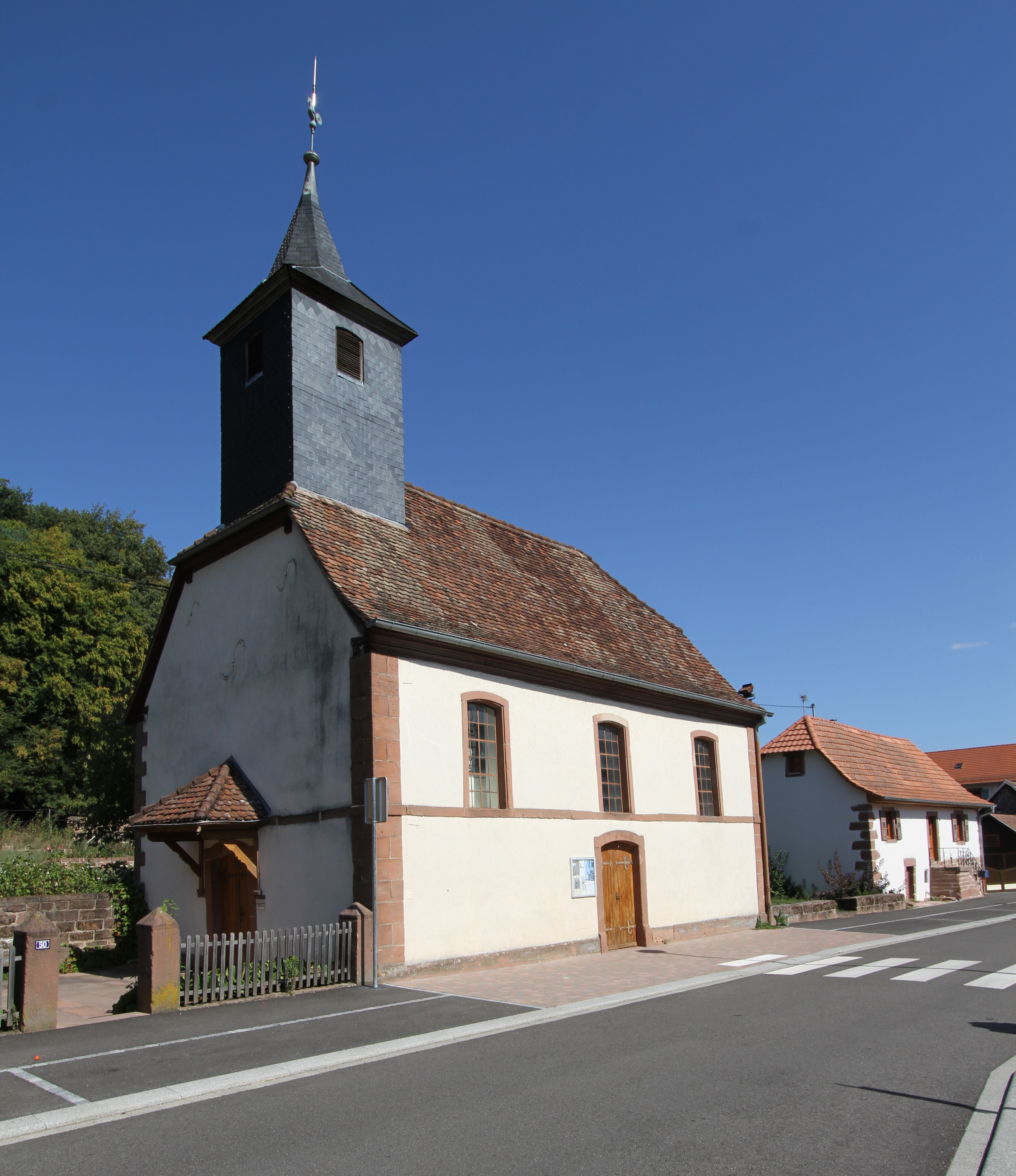
Église protestante.
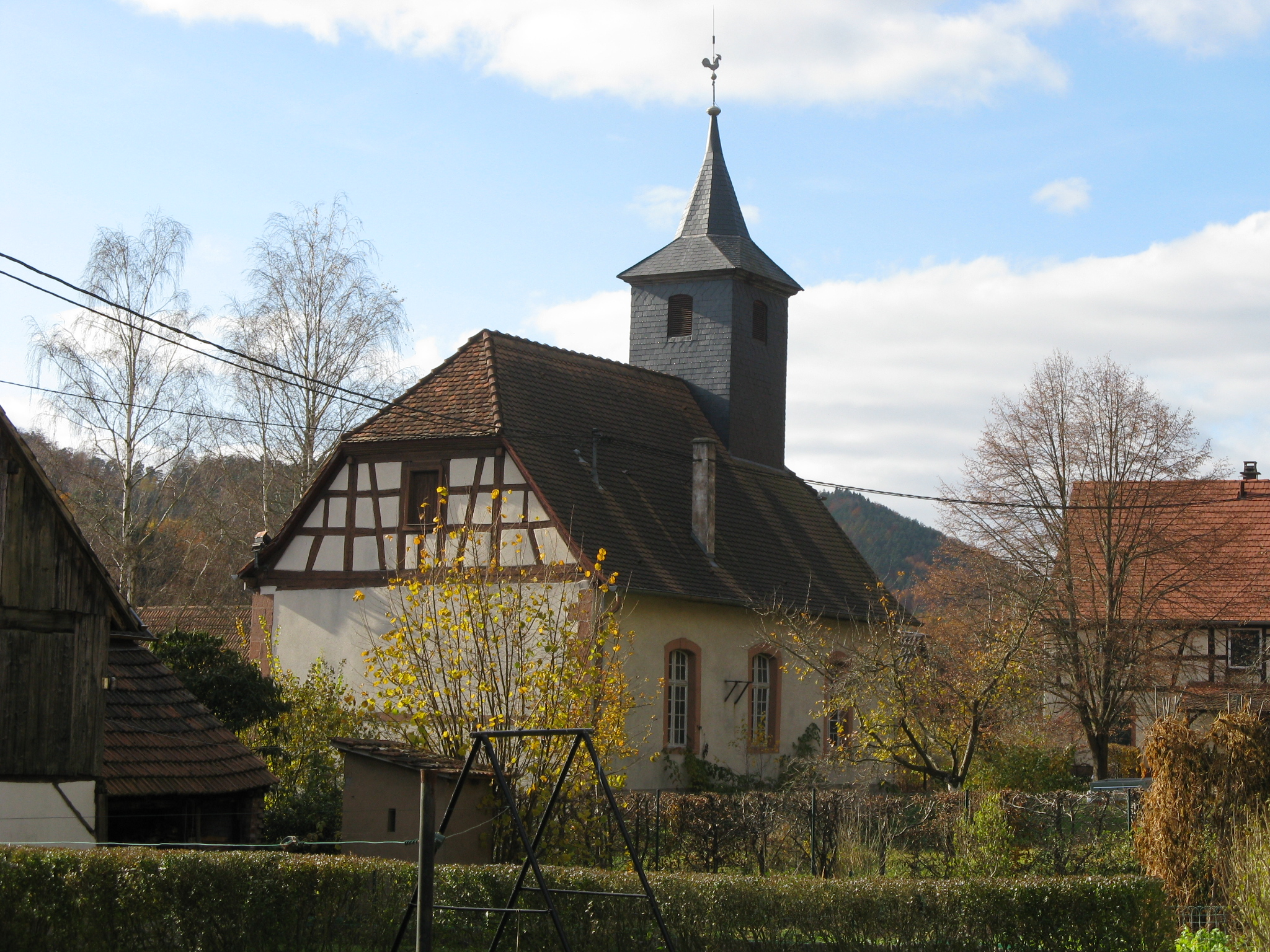
L'église protestante de 1787
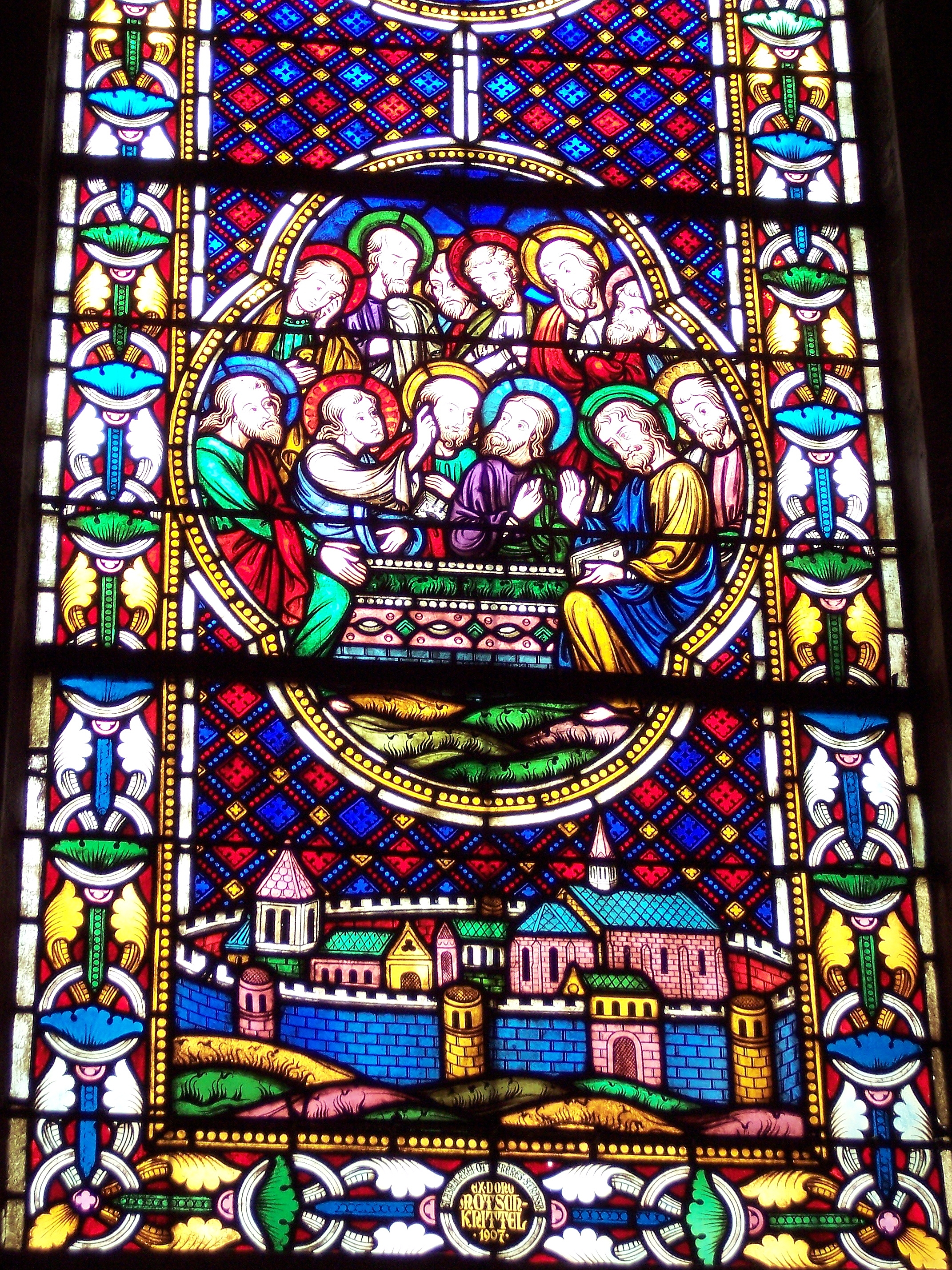
Vitrail Chapelle Saint-Joseph.

- Église catholique Saint-Martin[54],[55].

Orgue Edmond Alexandre Roethinger de 1932, réparé par Robert Kriess en 1983,.
- Église protestante[59],[60],[61],[62].

Harmonium.
- Chapelle Saint-Joseph du hameau de Wengelsbach[63].
- Monument aux morts[64].

Autres patrimoines :

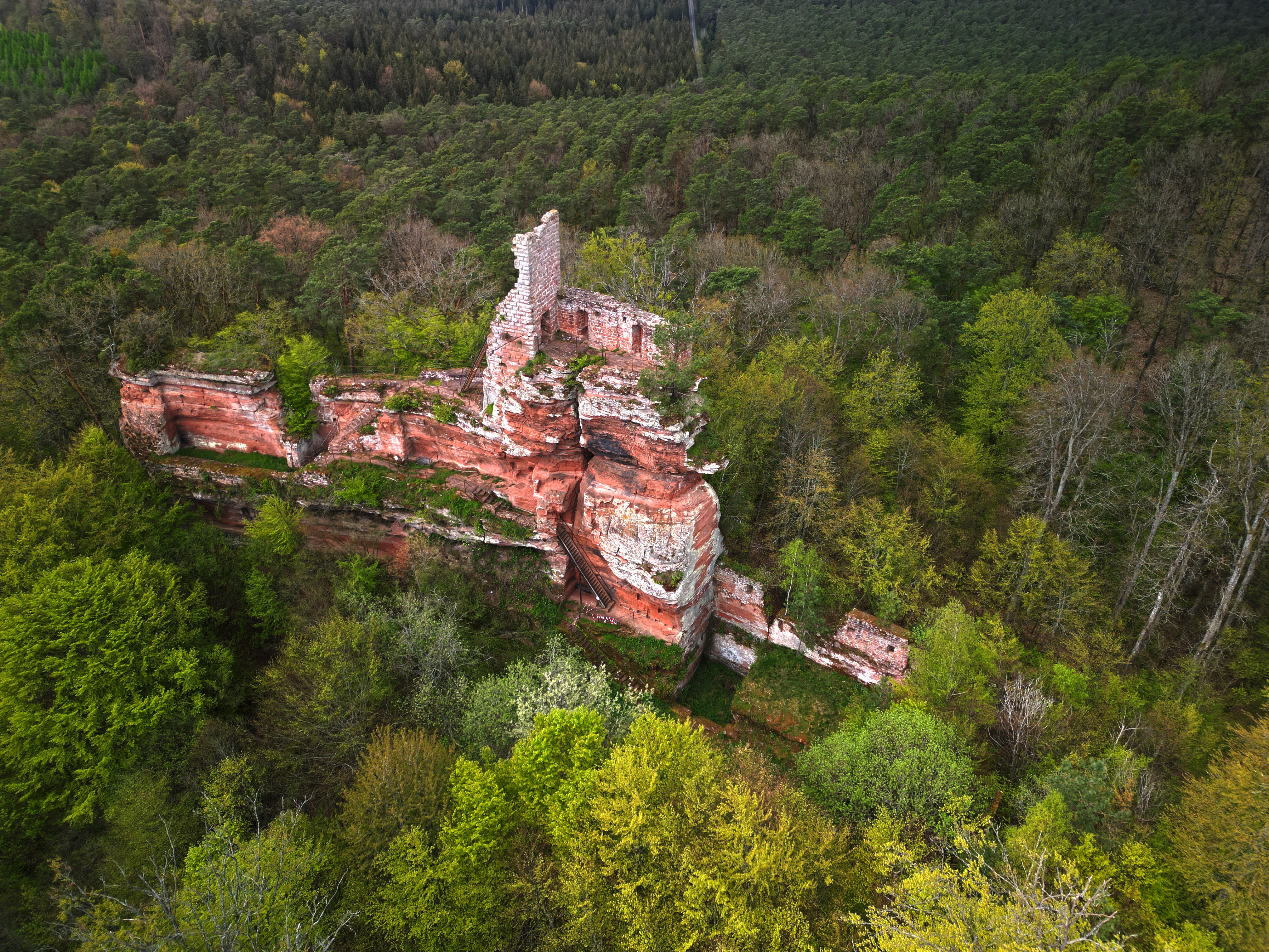
Château de Lutzelhardt.
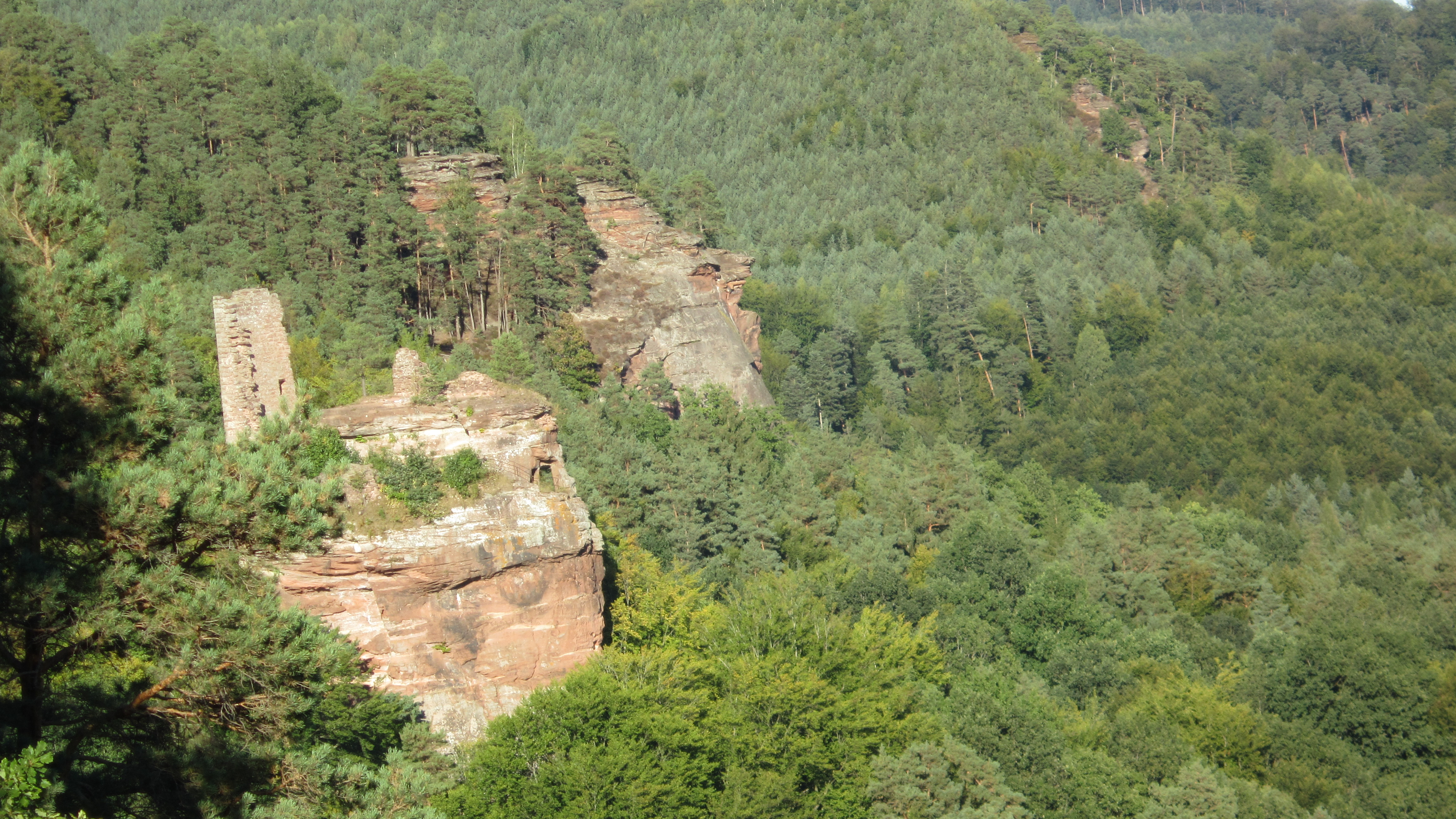
Château ruiné du Petit-Arnsberg.
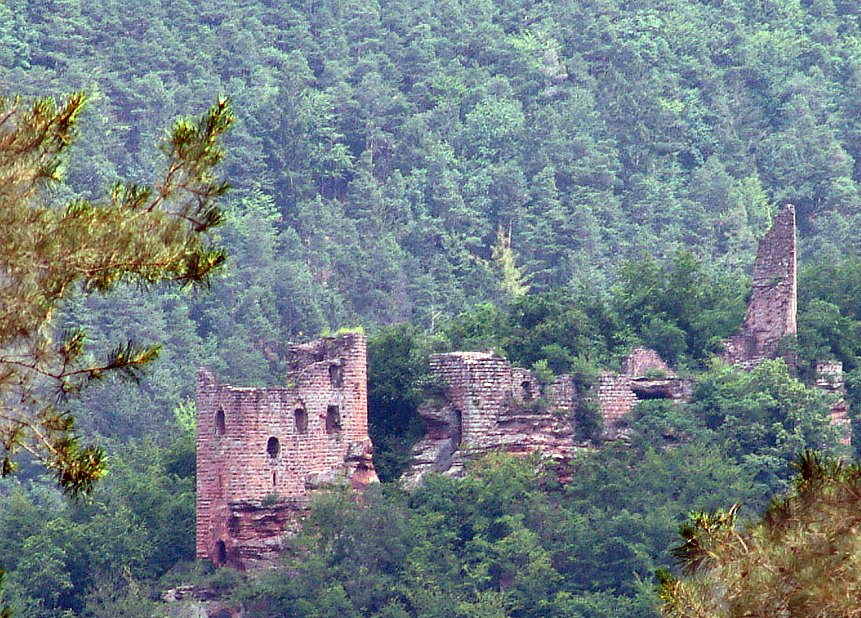
Ruines du château Wasigenstein.
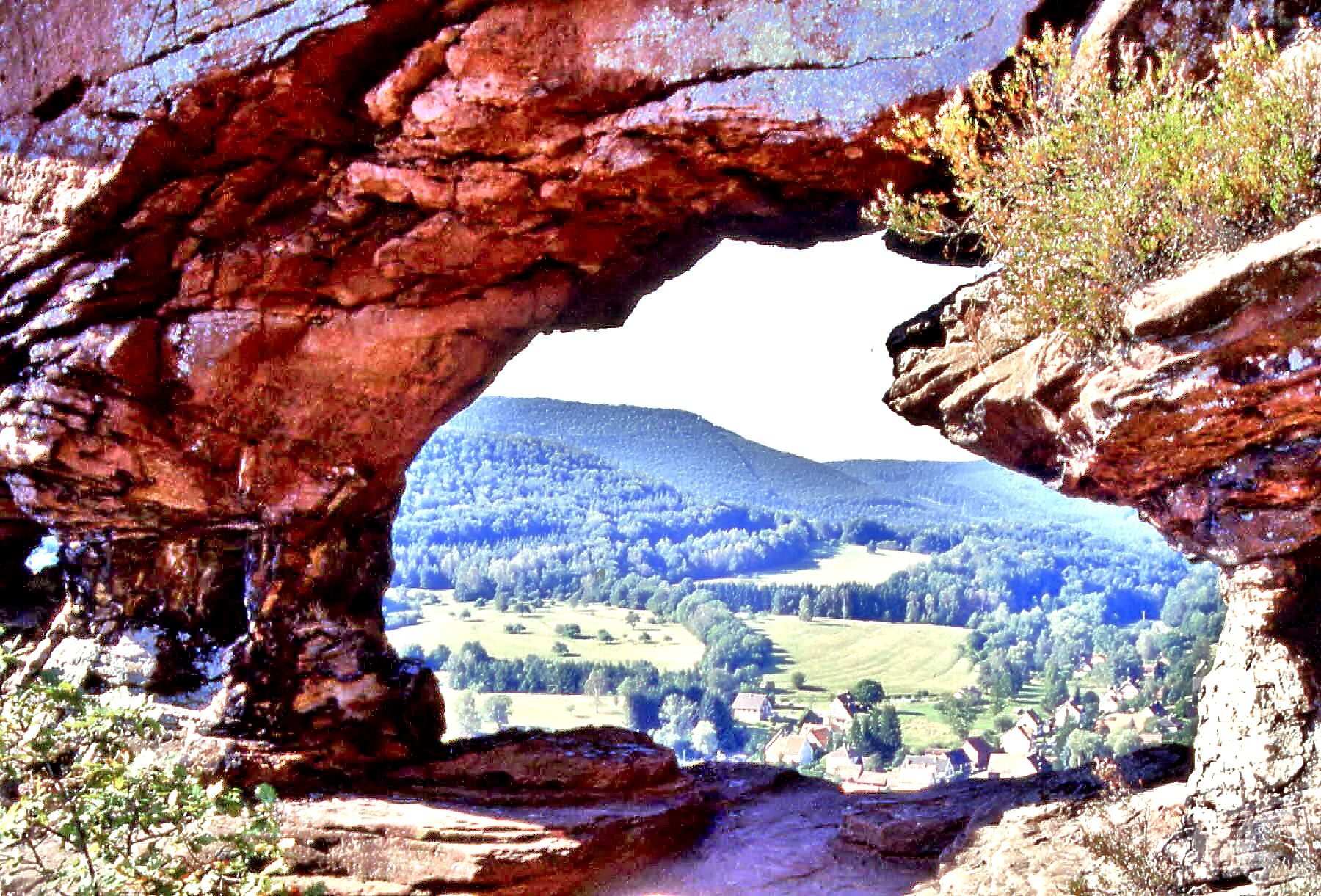
Rocher de l'arche.

- Mairie-école[65]
- Le château de Lutzelhardt[66].
- Le château du Petit-Arnsberg[67].
- Le château du Wasigenstein[68].
- La maison des châteaux-forts[69].
- Rocher de l'arche[70].

### Personnalités liées à la commune
- Franz Hein, peintre, qui a fondé une école de peinture pour jeunes filles à Obersteinbach (1896-1918)[71],[72],[73]

### Héraldique
| Blason de Obersteinbach | Blason  | Écartelé : au premier et au quatrième d'argent à l'aigle de gueules, becquée et membrée d'azur, au deuxième et au troisième de sable au sautoir d'or. |
| Blason de Obersteinbach | Détails | Le statut officiel du blason reste à déterminer. |

## Pour approfondir